# Никифор (Перич)
Митрополи́т Ники́фор (серб. Митрополит Нићифор, в миру Никола Перич, серб. Никола Перић; 4 декабря 1862, Баранда, Австрийская империя — 1 февраля 1918, София, Болгарское царство) — епископ Сербской православной церкви, епископ Рашско-Призренскоий.

## Биография
Родился 4 декабря 1862 года в семье Петра и Олимпии Перичей. Начальную школу окончил в родном месте, гимназию и духовную семинарию — в Белграде.
14 сентября 1880 года пострижен в монашество в Монастыре Врачевшница. В этом же году рукоположен в сан диакона. 1 марта следующего года был рукоположен в сан пресвитера.
В 1892 году окончил Богословскую школу на острове Халки.
Служил чиновником у канцелярии митрополита Сербского Михаила, настоятелем Монастыря Раваница, профессором сербской гимназии в Константинополе, протосинклом Скопской епархии и настоятелем храма Святых апостолов в Константинополе.
21 января 1901 года в патриаршим храме в Константинополе состоялась его хиротония во епископа Рашско-Призренского.
Сразу после прибытия в Призрен создал регулярный церковный суд, а для решения материальных вопросов — смешанный суд, состоящий из священников и мирян. Желая улучшить образования, создал в Призрене главный образовательный комитет, а также подкомитеты во всех других городах.
Самой сложной была проблема с Дечанским монастырём, национальной сербской святыней, который пришёл в довольно плачевное состояние. Его настоятель архимандрит Иоанникий там постоянно не жил. В 1902 году митрополит Никифор без предварительных консультаций с церковными и государственными властями обратился к иеросхимонаху Кириллу (Абрамову) из афонской келлии святителя Иоанна Златоуста, приписанной к сербскому монастырю Хиландар, но населённой в тот период русскими монахами, с просьбой прислать монахов и «устроить общежитие в запустевшем монастыре». Идею перевода русских монахов поддержал министр иностранных дел Сербии Славко Груич. В январе 1903 года митрполит Никифор и иеросхимонах Кирилл подписали акт передачи монастыря, который заверили представители общин Призрена, Печа и Джяковицы. Обитель была взята под покровительство русского консула в Призрене. В Дечанах поселились 28 русских монахов во главе с иеросхимонахом Кириллом. Они возобновили ежедневное богослужение, устроили больницу и открыли школу с пансионом для сельских детей. Был построен братский «русский» корпус. Близ монастыря стали селиться православных сербы, а албанцы перестали разорять обитель. Таким образом митрополит Никифор спас и возродил Высокие Дечаны. Успех в дечанском деле дал ему уверенность, чтобы решительно продолжать работу по защите Дечанской лавры и разъясняющий нерешённых вопросов о работе церковно-школьных общин в Метохии. Однако возродив Дечаны при помощи русских монахов, он приобрёл не только значительную репутацию в народе, но также и новых врагов, так как сербская общественность выступила с осуждением этого акта, а сербская печать называла это «дечанской аферой» и «захватом русскими сербской святыни». Главным противником «златоустовцев» был иеромонах Гавриил (Дожич), будущий Патриарх Сербский.
Поскольку у Никифора возникли серьёзные разногласия с сербскими дипломатами не только по вопросу Высоких Дечан, но и по вопросу образования, митрополит Никифор в 1911 году ушёл на покой.
Во время Первой мировой войны митрополит Никифор был интернирован в Болгарию. Скончался в 1918 году в Рильском монастыре.